# Tosza nikki

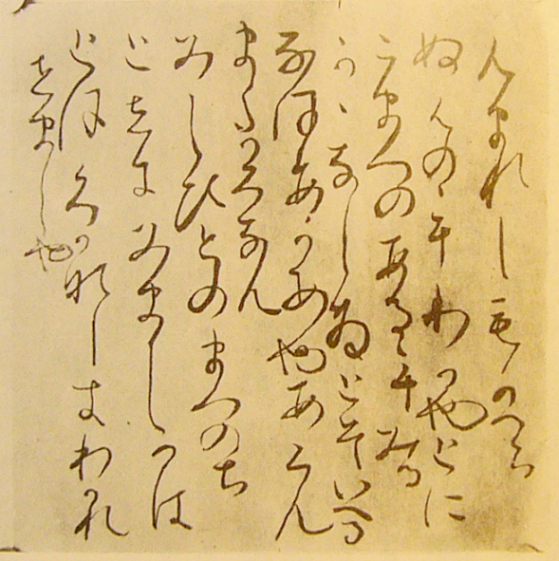
Fudzsivara no Teika saját kezűleg másolt példányának részlete

A Tosza nikki vagy Tosza no nikki (japánul: 土佐日記, Hepburn-átírással: Tosa nikki, ’Úti feljegyzések Toszából’) az első fontos, 935-ben keletkezett darabja a japán naplóirodalomnak (nikki bungaku), szerzője Ki no Curajuki Heian-kori költő.
A napló a fővárosba, Kiotóba visszavezető útját írja le egy kormányzónak, aki a messzi (sikokui, vagyis másik szigeten levő) Tosza tartományban teljesített szolgálatot. Szerzőként a kíséret egyik nő tagja van feltüntetve, hiszen akkoriban a férfiak csak kínai nyelven, kandzsi írásjegyekkel írtak naplót, a nem sokkal korábban kifejlesztett, megvetett japán kana folyóírás a nők elfoglaltsága volt. Azzal, hogy női szemszöget választott, Curajuki nemcsak álcázta magát, de naplója tartalmát is változatosabbá, sokszínűbbé tehette. A „női” megfigyelő és narrátor meghatóan ecseteli a szomorúságot, amit a kormányzó távozása kelt, azt, ahogyan a kormányzó nemrég meghalt lányát siratja, a hajóút veszedelmeit (kalózok, szélviharok), majd az előttük felbukkanó császárváros fölötti örömet. A prózában írott naplót 57 vaka teszi még élvezetesebbé.
A Tosza nikki adta a mintát a későbbi híres nemeshölgynaplókhoz, Micsicuna anyja, Izumi Sikibu, Muraszaki Sikibu, Szei Sónagon és Takaszue lánya műveihez, sőt egyes vélekedések szerint magát a kana szótagírást is Curajuki alkotta meg.